# Krómsav
A krómsav szabad állapotban nem, csak oldatban ismeretes erős sav, képlete H2CrO4.
Anhidridje a króm-trioxid, CrO3, erős oxidálószerek. Felhasználhatóak üvegfelületek tisztítására.
Akkor keletkezik, ha kromát vagy dikromát sókat kénsavval vagy ritkábban salétromsavval savanyítanak.
Vagy ha króm-trioxidot oldanak vízben:
CrO3 + H2O ⇌ H2CrO4
Ha a krómsavban további króm-trioxidot oldunk, a még instabilabb dikrómsav keletkezik, ez is erős sav és oxidálószer.
[Cr2O7]2− + 2H+ ⇌ H2Cr2O7 ⇌ H2CrO4 + CrO3
2 [HCrO4]− ⇌ [Cr2O7]2− + H2O